# Kai von Klitzing
 Kai von Klitzing (23 de noviembre de 1954 en Aachen) es un psiquiatra alemán de niños y adolescentes, psicoanalista y profesor en el Hospital Universitario Leipzig. Es conocido por sus trabajos en el campo de la salud mental en la niñez temprana y psicoterapia para niños.

## Biografía
Kai von Klitzing es un descendiente de una familia noble alemana, mencionada ya en 1265. Estudia medicina de 1974 a 1980 en la Universidad de Freiburg donde recibe su grado de Doctor Médico. Trabaja como psiquiatra en Basilea en 1988 y luego obtiene la privatdozent (habilitación) en 1997 en la Universidad de Basilea con un trabajo titulado "desarrollo Temprano y relación familiar". En Basilea también completa su formación psicoanalítica para obtener afiliación en la Asociación Psicoanalítica Internacional (IPA). De 1997 a 1998, gasta un año como becario de búsqueda en la Universidad de Centro de Ciencias de Salud de Colorado en Denver con Rober N. Emde. En 2000 es nombrado profesor en la Universidad de Basilea y en la Universidad de Leipzig, donde se convierte en director del Hospital de Psychiatry, Psychotherapy y Psychosomatics en Niñez y Adolescencia en 2006. Desde entonces 2012, es la cabeza médica y científica del Departamento de Medicina de Mujeres y del Niño.

## Contribución científica
En el principio de su carrera Kai von Klitzing tuvo su foco científico en el desarrollo del niño. Junto con Dieter Bürgin hizo varios estudios longitudinales desde el embarazo hasta la edad escolar que explora las asociaciones entre representaciones parentales, interacción, y desarrollo. Durante su tiempo en Colorado estudia– junto con Robert N. Emde Y Kim Kelsay– las narrativas de niños de guardería y sus asociaciones con problemas conductistas. Después de regresar a Basilea se centra en desórdenes psiquiátricos en preescolares y edad escolar temprana en varios estudios con Sonja Perren. Continua esta búsqueda en la Universidad de Leipzig donde establezca métodos de diagnóstico para niños preescolares y control de tensión estudia a niños con desórdenes de ansiedad y desórdenes de depresión. Junto con Tanja Göttken desarrolla y evalúa la Terapia de Niños Psicoanalítica (PACTO) manual para los niños con ansiedad y desórdenes de depresión.
Además Kai von Klitzing colabora en varias revistas científicas y la organizaciones (Fundación de Búsqueda alemana, Fundación Nacional suiza). Es editor de la Revista de lengua alemana KINDERANALYSE (Análisis de Niño) y de Niño: Revista de Salud Mental. Desde 2016 está sirviendo como presidente de la Asociación Mundial para Niño Salud Mental (WAIMH).

## Honores y premios
En agosto de 2007 obtuvo el premio Homburger de la Universidad de Wurzburgo por su búsqueda en el desarrollo psicopatologico en la niñez temprana.